# 사에키촌 (오카야마현)
사에키촌(佐伯村)은 오카야마현 아카이와군에 설치되었던 촌이다. 현재의 와케군 와케정에 해당한다.